# Purrel Fränkel
Pour les articles homonymes, voir Frankel (homonymie).
Purrel Fränkel est un footballeur néerlandais, né le 8 octobre 1976 à Paramaribo au Surinam. Il évolue comme arrière gauche.
Après la fin de sa carrière professionnelle en 2012, il rejoint le club amateur du VV Duno Doorwerth.

## Palmarès
De Graafschap
- Eerste divisie (D2)
  - Champion (1) : 2010